# Dätuana
Dätuana (Datuana, Dätúana), jedna od nekoliko podskupina Yahúna Indijanaca, plemena jezične porodice Tucanoan, koji su prema Koch-Grünberg živjeli na rijeci Boopäyacá (vjerojatno Río Popeyacá), desnoj pritoci Pirá-Paraná u Kolumbiji i na Apaporisu. Govorili su posebnim dijalektom jezika yahúna.